# Goera anaksembilan
Goera anaksembilan là một loài trong họ Goeridae. Chúng phân bố ở miền Ấn Độ - Mã Lai.